# Сахтыш (станция)
Сахтыш — железнодорожная станция Ярославского региона Северной железной дороги, расположена в поселке станции Сахтыш Тейковского района Ивановской области.
Является промежуточной для пригородных поездов Иваново — Юрьев-Польский (1 пара в день) и Иваново — Александров (1 пара в день). Среднее время движения от/до Иванова составляет 56 минут.
Имеет одну боковую низкую платформу. Рядом располагается здание станции. Турникетами не оборудована.